# Шахтна збагачувальна установка
Шахтна збагачувальна установка (рос. шахтная обогатительная установка, англ. mine dressing (preparation, processing) plant; нім. Grubenaufbereitungsanlage f) – спрощений збагачувальний комплекс для видалення переважно крупної породи з видобутого вугілля на поверхні шахти (в окремих випадках – в підземних умовах). Устатковуються Ш.з.у. відсаджувальною машиною або важкосередовищним сепаратором, рідше – протитечійним сепаратором. В попередні роки застосовувалися також комбайни вуглемийні, в експериментальному порядку – рентгенівські та радіометричні сепаратори. В зарубіжній практиці для механізації вибірки породи на шахтах або збагачувальних фабриках застосовують грохоти-дробарки (машини вибіркового дроблення). 